# Martin Julian Buerger
Pour les articles homonymes, voir Buerger.
Martin Julian Buerger (né le 8 avril 1903, décédé le 26 février 1986) est un cristallographe américain.

## Biographie
Professeur de minéralogie au Massachusetts Institute of Technology, il apporte des contributions importantes à l'amélioration des techniques d'analyse des cristaux à l'aide des rayons X. On lui doit des ouvrages de référence dans le domaine de la radiocristallographie ainsi que l'invention de la "chambre de précession" (X-ray precession camera, 1944), appareil d'enregistrement photographique des rayons X diffractés par un cristal donnant des images non déformées du réseau cristallin (plans du réseau réciproque). Il reçoit le prix Arthur L. Day Médaille de la Geological Society of America en 1951. Les minéraux Buergerite et le MJ Buerger Award (créé par l'American Crystallographic Association) sont nommés en son honneur.

## Famille
Il est l'arrière-petit-fils de Ernst Moritz Buerger, qui dirige un groupe d'immigrants de l'Allemagne luthérienne aux États-Unis en 1838, et contribue à la fondation du Missouri-Synode de l'Église Luthérienne.

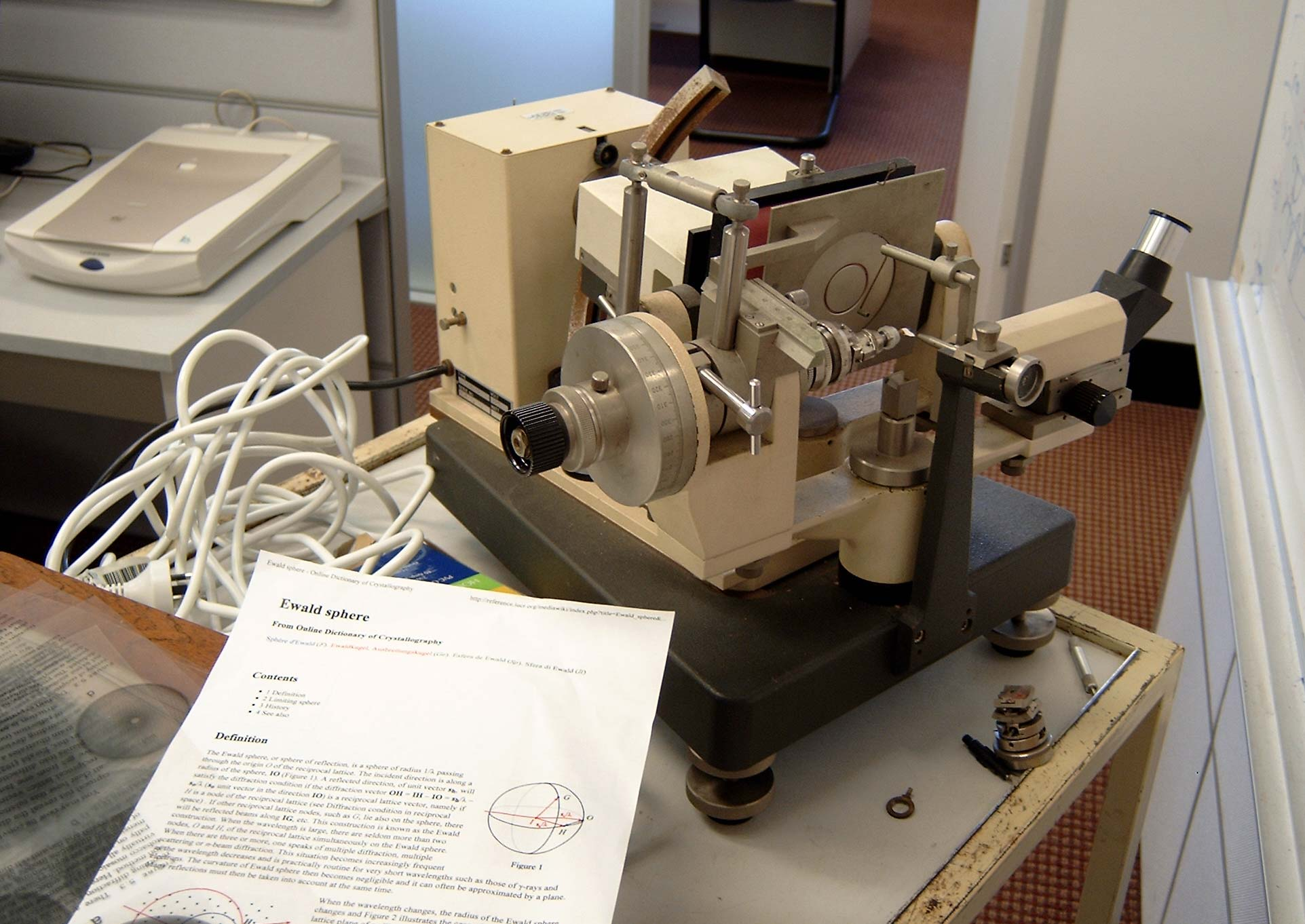
Chambre de précession (modèle des années 1970-1980, Nonius, Delft).
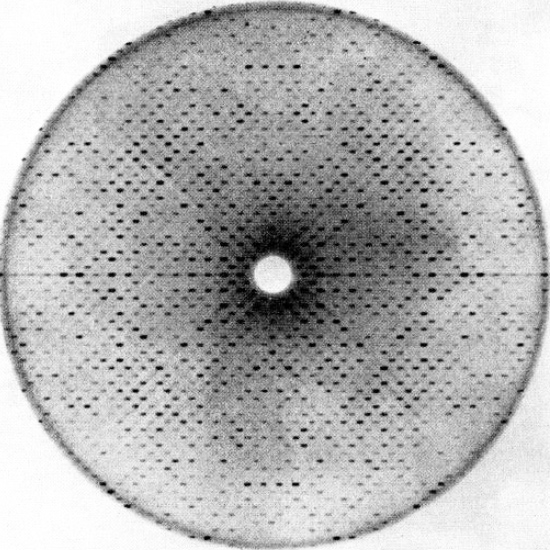
Cliché de diffraction enregistré par une chambre de précession.